# Kardinalska imenovanja pape Nikole V.
Papa Nikola V. za vrijeme svoga pontifikata (1447. – 1455.) održao je 5 konzistorija na kojima je imenovao ukupno 11 kardinala.

## Konzistorij 16. veljače 1448. (I.)
1. Antonio Cerdà i Lloscos, O.SS.T., mesinski nadbiskup, Sicilija

## Konzistorij 20. prosinca 1448. (II.)
1. Astorgio Agnesi, beneventanski nadbiskup
2. Latino Orsini, tranijski nadbiskup
3. Alain de Coëtivy, avinjonski nadbiskup, Francuska
4. Jean Rolin, otanski biskup, Francuska
5. Filippo Calandrini, bolonjski biskup
6. Nikola Kuzanski, arhiđakon u Brabantu, biskupija Liège

## Konzistorij 23. travnja 1449. (III.)
1. Amadeo VIII. Savojski, sabinski biskup[a]

## Konzistorij 19. prosinca 1449. (IV.)
1. Jean d'Arces, tarenteški nadbiskup, Francuska
2. Louis de La Palud, O.S.B., biskup Saint-Jean-de-Mauriennea, Francuska
3. Guillaume d'Estaing, O.S.B., arhiđakon u Metzu